# 3771 Alexejtolstoj
3771 Alexejtolstoj este un asteroid din centura principală, descoperit pe 20 septembrie 1974 de Liudmila Juravliova.